# Ciro Priello
Ciro Priello, pseudonimo di Ciro Capriello (Napoli, 12 marzo 1986), è un attore, personaggio televisivo e youtuber italiano, membro del gruppo comico The Jackal.

## Biografia
Originario di Melito di Napoli, avvia il suo percorso artistico studiando danza, ma abbandona questa scelta a seguito dell'esclusione dalla fase finale del programma Amici di Maria De Filippi nel 2004, per dedicarsi alla produzione di video. Nel 2005 è tra i fondatori del gruppo comico The Jackal. Nel 2015 debutta a livello cinematografico con Ci devo pensare di Francesco Albanese, e due anni più tardi è protagonista del film Addio fottuti musi verdi. Nel 2021 è nel cast di celebrità presenti nel programma di Rai 1 Tale e quale show e il successivo Tale e quale show - Il torneo, e nello stesso anno si aggiudica la prima edizione di LOL - Chi ride è fuori trasmesso su Prime Video. Nel 2022 conduce il programma PrimaFestival con Roberta Capua e Paola Di Benedetto collegato al Festival di Sanremo 2022. Ad aprile 2022 viene annunciato conduttore dello show Name That Tune - Indovina la canzone, in onda su TV8. A maggio 2022 pubblica il libro Anna Super Zep e l'unicorno edito da De Agostini. Nel 2023 è protagonista della serie TV Pesci piccoli.
Dal 2 gennaio 2024 conduce su Rai 2 insieme a Fabio il nuovo game-show The Floor - Ne rimarrà solo uno.

## Vita privata
Durante una puntata di Tale e quale show ha annunciato le nozze con Maura Iandoli, una influencer con la quale ha avuto una figlia, Anna, nata il 22 agosto 2016. I due si sono sposati il 18 giugno 2022.

## Filmografia

### Cinema
- Ci devo pensare, regia di Francesco Albanese (2015)
- Addio fottuti musi verdi, regia di Francesco Capaldo (2017)
- La tristezza ha il sonno leggero, regia di Marco Mario de Notaris (2021)
- Falla girare, regia di Giampaolo Morelli (2022)
- Falla girare 2 - Offline, regia di Giampaolo Morelli (2024)

### Televisione
- Don Matteo - serie TV, episodio 12x06 (2020)
- Pesci piccoli - Un'agenzia. Molte idee. Poco budget – serie TV (2023-in corso)

### Web
- Lost in Google (2012–2013)

### Videoclip
- Tutti scienziati - Clementino (2017)
- Un'altra luce - Livio Cori, Nino D'Angelo (2019)

## Programmi televisivi
- Stasera tutto è possibile (Rai 2, 2019)
- Qui e adesso (Rai 3, 2020)
- Family Food Fight (Sky Uno, 2021)
- Cortesie in famiglia (Real Time, 2021)
- LOL - Chi ride è fuori (Prime Video, 2021) Concorrente Vincitore
- Tale e quale show (Rai 1, 2021) Concorrente
- PrimaFestival (Rai 1, 2022)
- Name That Tune - Indovina la canzone (TV8, 2022-2023)
- Celebrity Hunted: Caccia all'uomo (Prime Video, 2022) Concorrente
- Aurora Leone. Una famiglia a pretesto (Prime Video, 2023)
- The Floor - Ne rimarrà solo uno (Rai 2, 2024-in corso)

## Doppiaggio
- Luigi in Gatta Cenerentola
- Piro (Vaca) in Ainbo - Spirito dell'Amazzonia
- Lennie in Yaya e Lennie - The Walking Liberty
- Blue in IF - Gli amici immaginari

## Opere
- Anna Super Zep e l’unicorno. Non esistono difetti, solo caratteristiche che ci rendono speciali, illustrazioni di Fabio Pochet, De Agostini, 2022, ISBN 978-88-5119-924-1.